# فولیکل دندانی

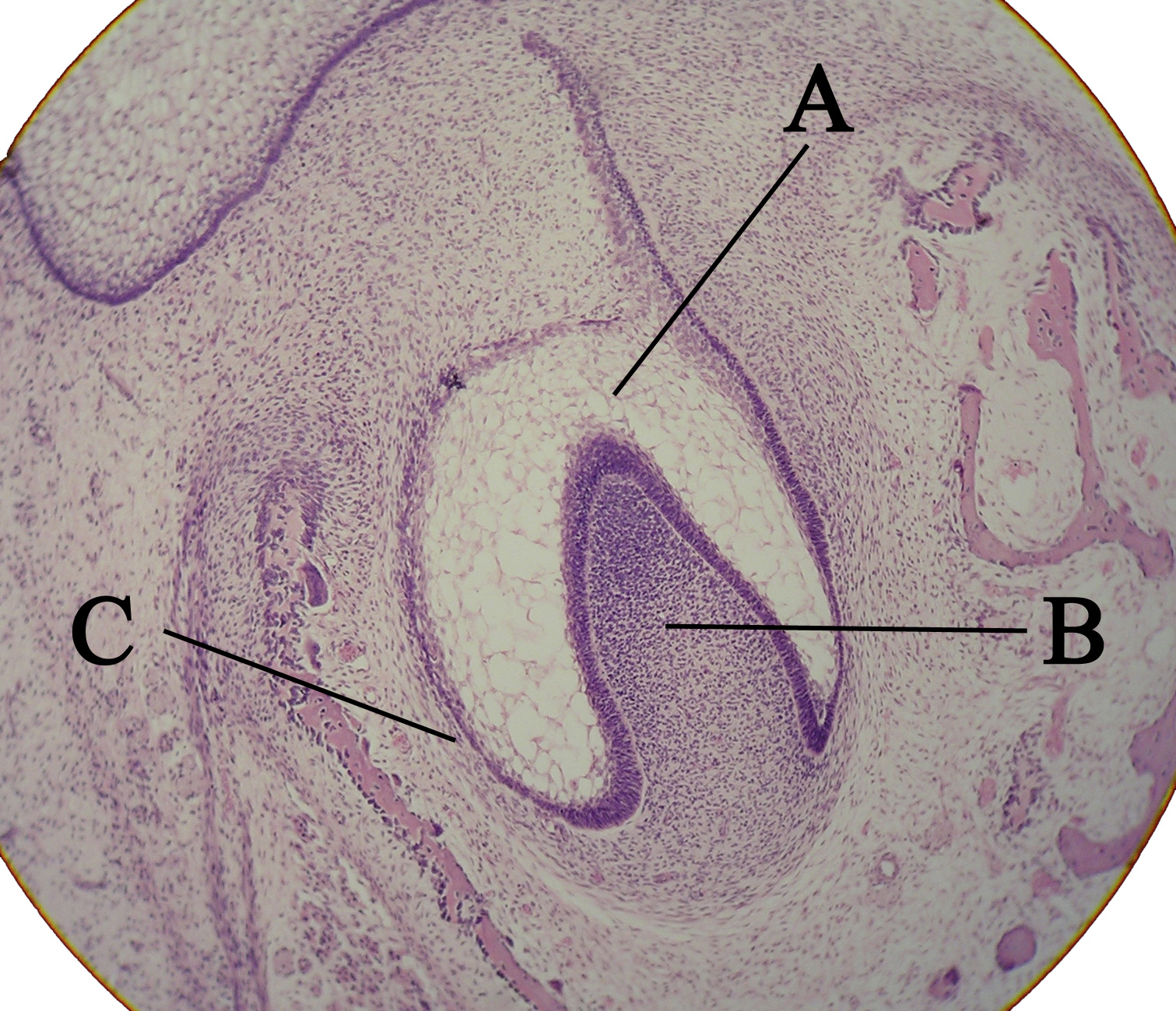
یک برش بافت شناسی که یک جوانه دندانی را نشان می‌دهد. A: عضو مینایی B: پاپیلای دندانی C: فولیکل دندانی

فولیکل دندانی (انگلیسی: Dental follicle) یک کیسه حاوی دندان در حال تکامل و اعضا زایای دندانی است. فولیکل دندانی به الیاف پریودنتال تمایز می‌یابد. علاوه بر آن می‌تواند پیش ساز سلول‌های پریودنشوم همچون استئوبلاست و سمنتوبلاست و فیبروبلاست نیز باشد.